# Microrregión de Astorga
La Microrregión de Astorga es una de las  microrregiones del estado brasileño del Paraná perteneciente a la mesorregión  Norte Central Paranaense. Su población fue estimada en 2006 por el IBGE en 177.399 habitantes y está dividida en 22 municipios. Posee un área total de 5.116,954 km².

## Municipios
- Ângulo
- Astorga
- Atalaia
- Cafeara
- Centenário do Sul
- Colorado
- Flórida
- Guaraci
- Iguaraçu
- Itaguajé
- Jaguapitã
- Lobato
- Lupionópolis
- Mandaguaçu
- Munhoz de Melo
- Nossa Senhora das Graças
- Nova Esperança
- Presidente Castelo Branco
- Santa Fé
- Santa Inês
- Santo Inácio
- Uniflor

- Datos: Q2108277